# Schizochilus flexuosus
Schizochilus flexuosus là một loài thực vật có hoa trong họ Lan. Loài này được Harv. ex Rolfe miêu tả khoa học đầu tiên năm 1912.